# Krwawy piątek (1930)
Krwawy piątek – określenie starć zaszłych w Zawierciu 18 kwietnia 1930 roku, w wyniku których zmarły trzy osoby.

## Przebieg starć
W Wielki Piątek 18 kwietnia 1930 przed siedzibą magistratu w Zawierciu przy ul. 3 Maja od godziny czternastej bezrobotni oczekiwali na wypłatę zasiłku. Pieniądze na zasiłki przywieziono z Kielc o godzinie piętnastej (z opóźnieniem), ponadto nie zostały przygotowane listy wypłat. Stąd też bezrobotni otrzymali zapewnienie, że pieniądze zostaną wypłacone w sobotę. Ci nie chcieli się na to zgodzić i wtargnąwszy do budynku, rozpoczęli niszczenie urządzeń biurowych. Przybyłe oddziały policji usunęły protestujących na ulice miasta, po czym ci zaatakowali policję kamieniami oraz rewolwerami. W rozruchach uczestniczyło około 3500 osób; aresztowano 42 osoby, a zginęły trzy osoby (M. Krakowski, W. Podsiadło, M. Wnuk). Sytuacja została opanowana o godzinie dziewiętnastej. Zasiłki zostały wypłacone bezrobotnym nazajutrz.
W wyniku starć ze stanowiska prezydenta miasta ustąpił Jerzy Wolf.

## Kwestia odpowiedzialności
Łódzkie „Echo”, opisując starcia w Zawierciu, odpowiedzialnością za „krwawy piątek” obarczyło komunistów, którzy rzekomo mieli nakłaniać bezrobotnych do rozrób. Ponadto na tablicy pamiątkowej ku czci ofiar zaznaczono, że bezrobotnymi przewodniczyła Komunistyczna Partia Polski.
Znawca historii Zawiercia, Jerzy Abramski, odrzucił jednak możliwość, jakoby do kwietniowych wydarzeń doszło z inicjatywy komunistów. Abramski argumentował, że od drugiej połowy 1929 roku wskutek nadużyć finansowych (defraudacja funduszu „Czerwona Pomoc w Polsce”) Komitet Okręgowy Zagłębia Dąbrowskiego KPP bezterminowo zawiesił Komitet Dzielnicowy KPP w Zawierciu. Abramski odrzucił również możliwość zorganizowania działań przez Polską Partię Socjalistyczną, jako że członkowie Podokręgu PPS w Zawierciu wycofali się z organizacji zamieszek.

## Upamiętnienie
W 1962 roku ku czci ofiar „krwawego piątku” odsłonięto przy ulicy 3 Maja 5 (przed dawną siedzibą magistratu) tablicę pamiątkową.